# Хахто, Кай
Кай Хахто (фин. Kai Hahto, род. 31 декабря 1973, Вааса) — финский барабанщик, наиболее известный как действующий участник симфоник-метал-группы Nightwish, с 2014 года — сессионно, с 2019 года — на постоянной основе, а также как постоянный барабанщик мелодик-дэт-метал группы Wintersun (с 2004). Играл в грайндкор-группе Rotten Sound (1995—2006), дум-дэт-метал группе Swallow the Sun (2009—2012) и других.

## Биография

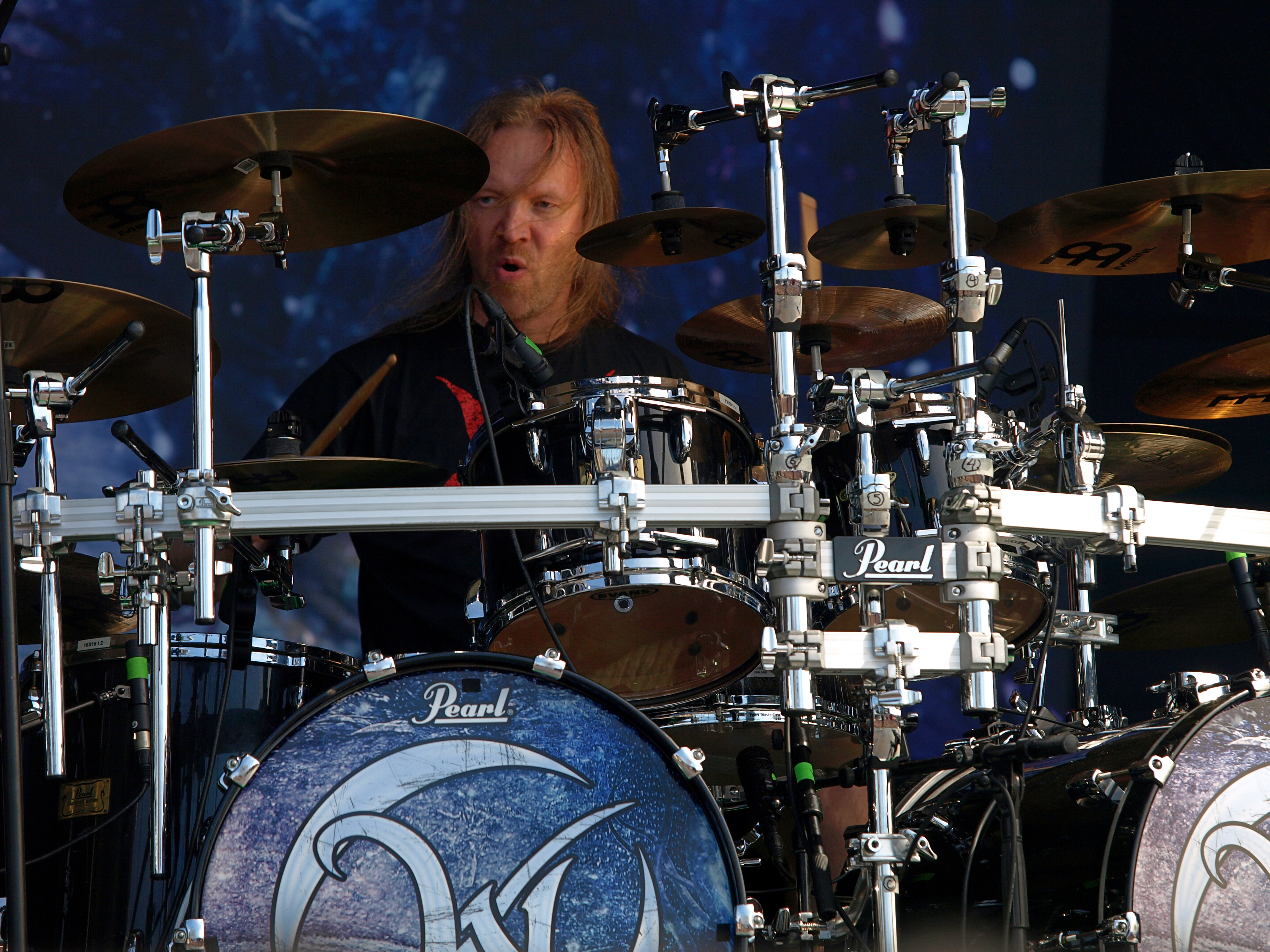
Кай в составе группы Wintersun в 2013 году на Tuska Open Air

По собственному утверждению, начал играть на барабанах с шести лет. В молодости играл в джаз-бэндах, часто выступал на свадьбах. В интервью заявил, что с той поры одними из самых сложных для него как для музыканта остаются «эти моменты, когда главная пара танцует главный танец, и у тебя нет права облажаться».
В 1992 году финская дэт-метал группа Cartilage выпустила свой единственный альбом. Барабанные партии на нём исполнил Кай Хахто. В 1995 году он принял участие в записях сразу нескольких метал-групп, в одной из которых — Rotten Sound — стал полноправным участником, «отбарабанив» до 2005 года четыре студийных альбома и три миньона. В 2004 году вместе с гитаристом и вокалистом Яри Мяэнпяя Кай Хахто основал группу Wintersun, вдвоём они записали демо-альбом. Впоследствии, когда был подписан контракт на полноформатный альбом, Кай покинул Rotten Sound и перебрался в новую группу на постоянной основе. Кай Хахто давно дружит с барабанщиком Дирком Вербуреном, познакомившись с ним ещё до его участия в Soilwork и Megadeth. 
С 1997 по 2019 год Кай Хахто играл в составе рок/блюз группы Max on the Rox.
В 2009 году, когда в Wintersun, по словам Кая, ничего не происходило, его пригласили в тур сессионным барабанщиком участники Swallow the Sun. В следующие три года Кай Хахто участвовал в записи двух студийных альбомов группы и сыграл в их составе более 300 концертов, отметив, что исполнение некоторых песен с крайне низким темпом в 15 ударов в минуту позволило ему дополнительно отточить свои навыки как барабанщику.
Когда в 2013 году барабанщик группы Nightwish Юкка Невалайнен временно покинул Nightwish по причине хронической бессонницы, в качестве замены он порекомендовал своего старого приятеля — Кая Хахто. Как сессионный барабанщик Хахто сразу включился в запись альбома Endless Forms Most Beautiful, помог завершить запись барабанных партий для него, и поехал в концертный промо-тур.
15 июля 2019 года Nightwish выпустили пресс-релиз, в котором Юкка официально признан бывшим барабанщиком (после выздоровления тот полностью сосредоточился на управлении делами группы), а Кай Хахто — занявшим его место в качестве постоянного участника группы. В этом качестве Хахто участвовал в записи следующего альбома группы — Human. :II: Nature., прошедшей в августе-октябре 2019 года.
С декабря 2020 Кай Хахто параллельно вошёл в новый состав финской блэк-метал группы Darkwoods My Betrothed.
В 2021 году Кай исполнил барабанные партии на втором альбоме проекта Auri, основанного вокалисткой Йоханной Куркелой и товарищами Хахто по Nightwish Туомасом Холопайненом и Троем Донокли.

## Дискография
Всего с 1992 года Кай Хахто принял участие в записи более 20 альбомов и мини-альбомов.
| Группа                 | Год выхода | Название                                   | Лейбл                 |
| ---------------------- | ---------- | ------------------------------------------ | --------------------- |
| Cartilage              | 1992       | Split album w/ Altar                       | Drowned Productions   |
| Vomiturition           | 1995       | A Leftover                                 | Invasion Records      |
| Wings                  | 1995       | Diatribe                                   | Woodcut Records       |
| Rotten Sound           | 1995       | Psychotic Veterinarian                     | S.O.A. Records        |
| Rotten Sound           | 1996       | Loosin' Face                               | Anomie Records        |
| Enochian Crescent      | 1997       | Telocvovim                                 | Woodcut Records       |
| Rotten Sound           | 1997       | Spitted Alive                              | I.D.S. Records        |
| Rotten Sound           | 1997       | Under Pressure                             | Repulse Records       |
| Rotten Sound           | 1998       | Drain                                      | Repulse Records       |
| Rotten Sound           | 2000       | Still Psycho                               | Necropolis Records    |
| Max on the Rox         | 2000       | Voodoo                                     | Kråklund Records      |
| Rotten Sound           | 2001       | 8 Hours of Lobotomy                        | M.C.R. Records        |
| Rotten Sound           | 2002       | Murderworks                                | Necropolis Records    |
| Max on the Rox         | 2002       | Rox II                                     | Kråklund Records      |
| Rotten Sound           | 2003       | Seeds of Hate                              | Cudgel Agency         |
| Rotten Sound           | 2003       | From Crust 'Til Grind                      | Century Media Records |
| Wintersun              | 2004       | Wintersun                                  | Nuclear Blast         |
| Max on the Rox         | 2004       | Rhythmic Songs from a Mysterious Red House | Kråklund Records      |
| Rotten Sound           | 2005       | Exit                                       | Spinefarm Records     |
| Swallow the Sun        | 2009       | New Moon                                   | Spinefarm Records     |
| Swallow the Sun        | 2012       | Emerald Forest and the Blackbird           | Spinefarm Records     |
| Wintersun              | 2012       | Time I                                     | Nuclear Blast         |
| Nightwish              | 2015       | Endless Forms Most Beautiful               | Nuclear Blast         |
| Trees of Eternity      | 2016       | Hour of the Nightingale                    | Svart Records         |
| Nightwish              | 2020       | Human. :II: Nature.                        | Nuclear Blast         |
| Auri                   | 2021       | II — Those We Don’t Speak Of               | Nuclear Blast         |
| Darkwoods My Betrothed | 2021       | Angel of Carnage Unleashed                 | Napalm Records        |
| Nightwish              | 2024       | Yesterwynde                                | Nuclear Blast         |

## Инструменты и оборудование
Кай Хахто использует тарелки Meinl, барабаны и оборудование Pearl, барабанные палочки Balbex, барабаны Roland V-Drums и наушники Finfonic.